# سيمون كروغ
سيمون كروغ (بالدنماركية: Simon Krogh)‏ هو لاعب كرة يد دنماركي، ولد في 27 مارس 1980 في فريدريكيا في الدنمارك. لعب مع Skjern Håndbold ‏.